# Astrid Montero
Astrid Paola Montero Chirinos (ur. 20 maja 2003) – wenezuelska zapaśniczka walcząca w stylu wolnym. Brązowa medalistka igrzysk Ameryki Środkowej i Karaibów w 2023. Szósta na igrzyskach boliwaryjskich w 2022. Druga na mistrzostwach panamerykańskich w 2025 i trzecia w 2024. 
Wygrała igrzyska panmerykańskie młodzieży w 2021. Druga na MŚ U-23 w 2023 i trzecia w 2022. Mistrzyni panamerykańska U-23 w 2024 i 2025. Druga na mistrzostwach panamerykańskich juniorów w 2021 roku.